# Войска почтово-телеграфной связи Цейлона
Войска почтово-телеграфной связи Цейлона (англ. Ceylon Post and Telegraph Signals, также Ceylon P & T Signals) — военные подразделения, осуществлявшие на Цейлоне функции почтовой и телеграфной связи в 1943—1945 и 1955—1956 годах.

## История

### Вторая мировая война
В 1943 году, ввиду увеличенного объёма работ по обеспечению надлежащей связи в ходе Второй мировой войны, было образовано специальное военное подразделение почтово-телеграфной связи Цейлона за счёт Почтово-телеграфного департамента Гражданской службы Цейлона. Это подразделение было расформировано по окончании войны в 1945 году.

### Послевоенный период
В 1955 году в Армии Цейлона был создан резервный полк почтово-телеграфной связи на основе почтового и телеграфного департаментов Цейлона. Таким образом правительство надеялось минимизировать вред, наносимый почте и телеграфу во время всеобщих забастовок. Однако уже в следующем 1956 году полк был расформирован в связи с приходом к власти левых и занятием кресла премьер-министра Цейлона Соломоном Бандаранаике.